# Emmanuel Eboué
Pour les articles homonymes, voir Éboué.
Emmanuel Eboué, né le 4 juin 1983 à Abidjan en Côte d'Ivoire, était un footballeur international ivoirien qui évoluait au poste d'arrière droit. Il pouvait également évoluer au milieu de terrain (ailier droit).

## Biographie

### En club

#### Formation à l'ASEC et recrutement par Beveren
Il est l'un des produits du centre de formation de l'ASEC Mimosas, l'Académie de Sol béni, créé par l'ASEC Mimosas. Il commence sa carrière professionnelle au sein de l'ASEC, club le plus titré du pays lors de la saison 2001-2002, disputant 25 matchs (pour 3 buts). Après seulement une saison au sein du groupe professionnel du club de la capitale, Abidjan, il quitte son pays natal pour rejoindre le championnat belge à l'orée de la saison 2002-2003. L'ASEC Mimosas ayant un partenariat avec le club de Beveren, le défenseur ivoirien joue ses premiers matchs sur le continent européen dans ce modeste club de la banlieue d'Anvers entrainé par Herman Helleputte, où il s'impose rapidement comme arrière central, aidé en cela par la présence de plusieurs de ses compatriotes (Romaric, Arthur Boka, Gilles Yapi-Yapo, Marco Né, Boubacar Barry Copa, Yaya Touré). Après 23 matchs lors de sa première saison, il dispute 30 rencontres au cours de la seconde et se fait remarquer par les recruteurs du club londonien d'Arsenal. Cette saison-là, son club brille en atteignant la finale de la Coupe de Belgique 2004 (perdue 4-2 face au FC Bruges). Quelques semaines plus tard, Arsenal versent 2 250 000 euros à Beveren pour le faire venir en Angleterre durant l'hiver 2004.

#### Arsenal FC

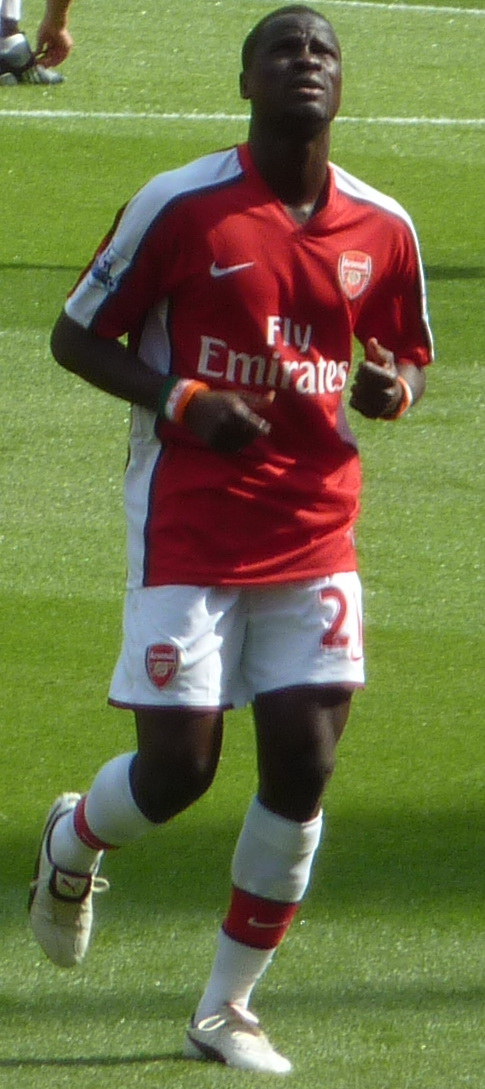
Eboué au Arsenal FC

Eboué fait ses débuts avec Arsenal quelques jours après sa signature en FA Cup face à Stoke City. Ce match est le seul match d'Eboué avec l'équipe première des Gunners au cours de cette deuxième partie de saison 2004-2005. Pour Arsène Wenger, manager de l'équipe londonienne, l'Ivoirien est un joueur d'avenir encore un peu juste pour être titulaire en équipe première. C'est pourquoi lors de cette fin de saison et lors des premières journées de l'édition 2005-2006 Eboué évolue régulièrement en équipe réserve. Le 25 octobre 2005, Eboué inscrit pourtant le premier but de son équipe en Coupe de la Ligue lors de la victoire 3-0 face à Sunderland.
L’ivoirien change soudainement de statut jusqu'à son retour de la CAN 2006 en Égypte, il est sollicité pour remplacer Lauren, victime d'une grave blessure au genou et habituel titulaire en tant qu'arrière droit. Quatre autres défenseurs du club (Pascal Cygan, Sol Campbell, Ashley Cole, et Gaël Clichy) sont aussi blessés ce qui oblige Wenger à faire confiance à son jeune Ivoirien plus tôt que prévu. L'intérim se passe très bien pour Eboué qui participe à la fin de la saison (18 matchs) et surtout à la grande épopée du club londonien en Ligue des Champions. Après avoir éliminé le Real Madrid, la Juventus et Villareal lors de cette édition 2005-2006, Arsenal retrouve en Finale le FC Barcelone le 17 mai 2006 au Stade de France à Paris. Les Londoniens, rapidement réduits à 10 après l'expulsion de leur gardien Jens Lehmann s'inclinent 2-1. Durant ce tournoi, la défense d'Arsenal brille, n'encaissant que 2 buts en 10 matchs. Au cours de cette fin de saison, Eboué, titulaire lors de la finale à Paris s'est imposé dans le onze d'Arsenal par ses performances sur son côté droit de la défense et brigue naturellement une place dans le onze titulaire des Gunners pour la saison suivante.
Sur la lancée de sa précédente saison, il est élu meilleur joueur du Championnat pour le mois de septembre 2006 avant d'être stoppé par une blessure (il a arrêté tout le mois d'octobre). De retour en équipe première le 5 novembre 2006, face à West Ham (défaite 1-0), il retrouve rapidement sa place et inscrit son deuxième but avec les Gunners le 21 novembre 2006 lors la victoire 3-1 face à Hambourg en phase de poules de la Ligue des champions 2006-2007. L'hiver est difficile pour l'Ivoirien puisqu'il est victime de problèmes récurrents au genou qui lui font manquer une partie des matchs de décembre 2006 et janvier 2007. De retour quelques semaines plus tard, il rentre en jeu le 27 février 2007 en finale de la Coupe de la Ligue face à Chelsea (1-2) en remplacement du Français Armand Traoré.
En mai 2007, Emmanuel Eboué signe un bail longue durée avec les Gunners jusqu'en 2011 repoussant par là-même la proposition de l'Atlético Madrid transmise quelques semaines plus tôt. Au début de la saison 2007-2008, Arsène Wenger décide de repositionner son joueur à la suite du recrutement de Bacary Sagna et le déplace au milieu de terrain. En sélection, l'ancien défenseur avance également d'un cran sans pour autant perdre sa place. Ses performances sont pourtant moins tranchantes à ce poste. Avec son club, Eboué inscrit son premier but en Championnat le 20 septembre 2008 lors d'un déplacement sur le terrain de Bolton (victoire 3-1).
Après quelques matchs jugés mauvais par la presse et par les fans de l'équipe d'Arsenal, Eboué commence à être pris en grippe par une frange des supporters du club au début de la saison 2008-2009. Malgré ces attaques incessantes (Eboué est notamment conspué après un match catastrophique le 6 décembre 2008 lors de son remplacement face à Wigan), il reste au club (28 apparitions en 2008-2009) mais n'est plus titulaire indiscutable. Malgré un intérêt de beaucoup de grands clubs italiens, Eboué, qui apparait alors comme l'un des derniers membres de l'équipe des Invincibles de 2004 décide de rester au club pour tenter de s'imposer au milieu de terrain droit face à Theo Walcott devenu titulaire à ce poste. "Mon but est de continuer à progresser chaque jour et de gagner des trophées. J'ai encore deux années à Arsenal. S'ils veulent me faire signer pour rester plus longtemps, je le ferai. J'aime ce club."
Miné par les blessures au genou et ayant perdu la confiance de son entraîneur, Emmanuel Eboué voit son temps de jeu se réduire au cours de l'année 2010.
Le 9 mars 2010, il rentre lors du match retour de Ligue des Champions face au FC Porto et inscrit le quatrième but du match (victoire 5-0). En mars 2010, il dément vouloir quitter Arsenal et affirme de nouveau son envie d'aller jusqu'au bout de son contrat (en 2011). Au cours de l'hiver 2010, Emmanuel Eboué prolonge son contrat avec les Gunners ("contrat longue durée" selon les termes du communiqué du club).

#### Galatasaray
Le 17 août 2011, Eboué signe un contrat de quatre ans avec Galatasaray, la transaction s'élevant à 3,5 millions d'euros.

#### Sunderland
Le 9 mars 2016, il signe en faveur de Sunderland pour le restant de la saison.
Le 31 mars 2016, vingt-deux jours seulement après son arrivée, le club met fin à son contrat après que la FIFA a décidé de suspendre le joueur pour une année pour non-paiement de son ancien agent.
En 2016-2017, faisant face à une dépression, en venant à une tentative de suicide, il perd toute sa fortune après son divorce et risque de se retrouver à la rue,.

### En sélection
Eboué dispute son premier match avec la sélection ivoirienne le 5 septembre 2004 à l'occasion d'une rencontre face au Soudan à Abidjan (5-0). Il devient rapidement l'un des éléments importants de cette équipe, marquée par une très belle génération de joueurs (Eboué donc mais aussi Drogba, son coéquipier à Arsenal Kolo Touré, Didier Zokora ou Yaya Touré pour ne citer que les joueurs les plus célèbres). Cette équipe, menée par Henri Michel brille lors de la CAN 2006 en Égypte où elle n'est stoppée qu'en finale par le pays organisateur (défaite 4-2 aux tirs au but après un match nul 0-0 à la fin du temps réglementaire). Sur son côté droite de la défense, Emmanuel Eboué réalise un grand tournoi. Il fait ainsi partie de l'équipe-type du tournoi, désignée à la fin de la compétition, au côté de son coéquipier Didier Drogba mais aussi de l'Égyptien Ahmed Hassan ou des Camerounais Rigobert Song et Samuel Eto'o.
Eboué inscrit son premier but avec les Éléphants le 18 novembre 2009 lors d'un match amical à Gelsenkirchen contre la sélection allemande (2-2). Il fait partie du groupe des 22 joueurs ivoiriens présents à la Coupe du monde 2010 en Afrique du Sud et est éliminé avec son équipe dès le premier tour. Même si le groupe G est le groupe le plus dense de la compétition (avec le Brésil, le Portugal, la Corée du Nord), cette élimination est une nouvelle désillusion pour les Éléphants quatre ans après la déception de la Coupe du monde 2006 en Allemagne (éliminés également au premier tour du tournoi). En 2006, Eboué faisait déjà partie des onze joueurs titulaires au début de la compétition. En Allemagne, il dispute dans leur intégralité les trois matchs de son équipe en tant qu'arrière droit. En Afrique du Sud, le joueur d'Arsenal dispute également les trois rencontres de sa sélection mais en tant que milieu défensif droit au côté de Tioté et de Yaya Touré.

## Palmarès

### En sélection
- Côte d'Ivoire
  - Finaliste de la Coupe d'Afrique des nations en 2006 et 2012.

### En club
- Arsenal
  - Finaliste de la Ligue des champions en 2006
  - Finaliste de la League Cup en 2007
- Galatasaray SK
  - Vainqueur du Championnat de Turquie en 2012 et 2013.
  - Vainqueur de la Supercoupe de Turquie en 2012 et 2013

### Distinction personnelle
- Membre de l'équipe type de la Coupe d'Afrique des nations en 2006.